# Бар (одиниця)
Бар (від грец. βάρος — вага, англ. bar) — позасистемна одиниця тиску, що дорівнює 105 паскалів або 106 дин/см², приблизно 750,062 мм рт. ст. або 0,986923 атмосфери. Дрібнішу одиницю, мілібар (одна тисячна бара) використовують у метеорології та для вимірювання тиску у вакуумі.
Часто використовують запис barg (англ. bar gauge) — таке позначення означає, що тиск манометричний або надлишковий. Наприклад, якщо хто-небудь каже, що шини його автомобіля накачано до тиску 2,3 бар, він насправді має на увазі манометричний тиск: абсолютний тиск у шинах 3,3 бар, але тільки 2,3 бар понад атмосферний тиск, на що має вказувати шкала манометра. Якщо потрібно знати абсолютний тиск, то іноді зазначається bara, що значить bar absolute.

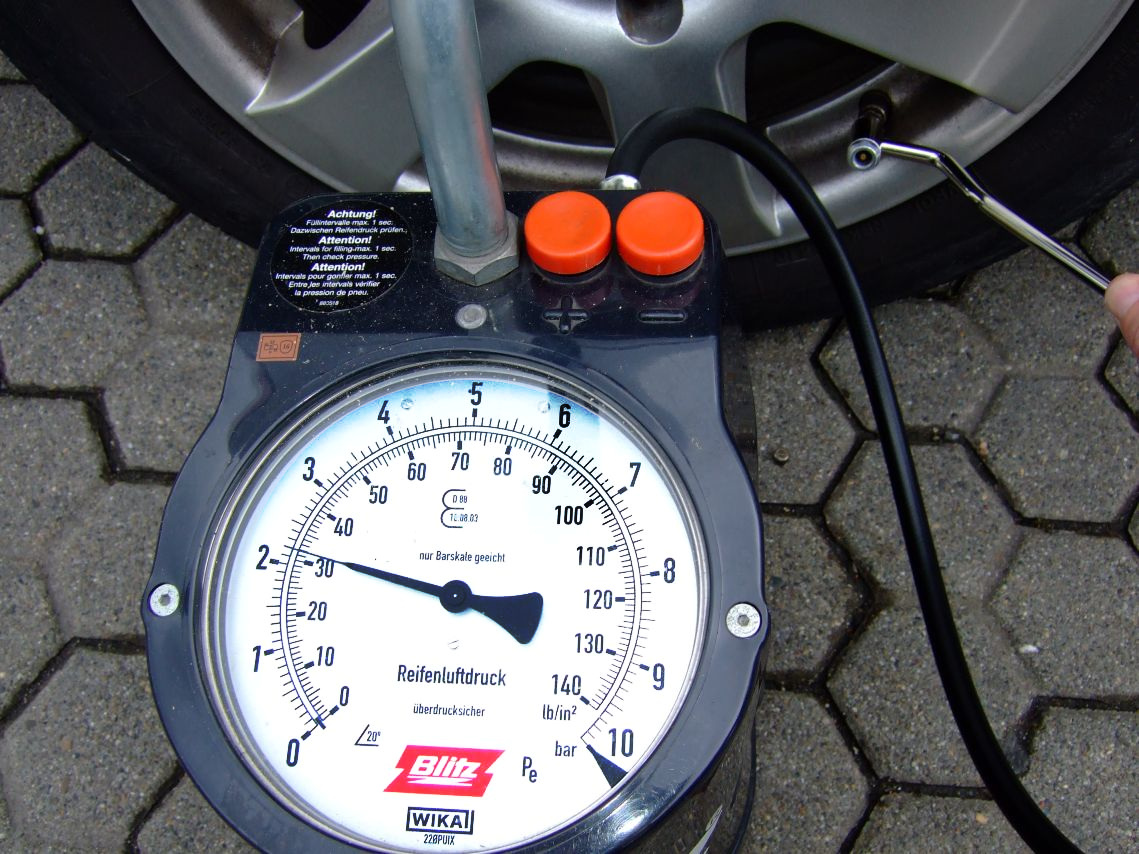
Шкала вимірювання тиску в шинах у барах (зовнішня) і у psi (внутрішня)

На практиці також використовують мілібар, що дорівнює 1000 дин/см², одна тисячна частка бара. Тиск в 1 мбар дорівнює тиску в 0,75 мм ртутного стовпа. Часто плутають 1 Тор (позасистемна одиниця, дорівнює тиску в 1 мм ртутного стовпа та приблизно становить ≈ 133,3 Па) та 1 мБар (дорівнює 100 Па), хоча при називанні рівня вакууму в системі (наприклад, 10−6 мБар = 10−4 Па ≈ 10−6 Тор) це цілком припустимо через недостатню точність манометрів при вимірюванні подібних тисків.